# 全緩
全缓（?—?），字弘立，祖籍吴郡钱塘（今浙江杭州），南朝梁、南朝陈时学者。
全缓年少时从博士褚仲都学习《易经》，认真学习，于是精通。南梁时历任王国侍郎、国子助教，专讲《诗经》、《易经》。梁敬帝时，担任尚书水部郎。陈朝建立，到陈宣帝太建年间，累迁镇南始兴王府谘议参军，得病而卒。全缓研究《周易》、《老子》、《庄子》，为当时治玄学者所推重。但是没有《易》著传世。

## 延伸阅读
[在维基数据编辑]
 《陳書·卷33》，出自姚思廉《陳書》